# Chang Pei-wei
Chang Pei-wei (* 10. März 1979) ist ein taiwanischer Poolbillardspieler. Seine größten Erfolge waren der Vize-Weltmeistertitel im 9-Ball 2004 und die Goldmedaille bei den World Games 2005.

## Karriere
2004 erreichte Chang bei der BCA Open 9-Ball Championship den 13. Platz. Bei der 9-Ball-WM 2004 verlor er erst im Finale gegen den Kanadier Alex Pagulayan mit 13:17. Im Vorjahr war er noch in der Vorrunde ausgeschieden. Beim World Pool Masters 2004 verlor er im Achtelfinale gegen den Niederländer Alex Lely.
2005 schied er bei der 9-Ball-WM bereits in der Runde der Letzten 64 aus, gewann aber durch einen Finalsieg gegen den Deutschen Thorsten Hohmann die Goldmedaille bei den World Games 2005.
Bei der World Pool League 2006 belegte er den fünften Platz. Bei den 9-Ball-Weltmeisterschaften 2006 und 2007 schied er bereits in der Vorrunde aus. Bei den Japan Open erreichte er 2007 den fünften Platz.
Bei den 10-Ball-Weltmeisterschaften 2008 und 2009 schied er jeweils mit einem Sieg in der Vorrunde aus. Bei den China Open 2009 belegte er den 17. Platz.
Bei der 8-Ball-WM 2010 schied er im Sechzehntelfinale gegen den Franzosen Stephan Cohen aus.
Bei den China Open 2013 erreichte er den 9. Platz.